# Дорджи, Ченкьяб
Льонпо Ченкьяб Дорджи (род. 1943) — бутанский государственный деятель и дипломат. Генеральный секретарь Ассоциации регионального сотрудничества Южной Азии с 1 марта 2005 года по 29 февраля 2008 года.

## Биография

### Ранние годы
Ченкьяб Дорджи родился в 1943 году в дзонгхаге Ха на западе Бутана. В 1963 году окончил Лесной институт в Дехрадуне, Индия, а в 1967 году получил степень магистра. В последующие годы он продолжил обучение в Швейцарской высшей технической школе Цюриха и Австрийский институт лесного хозяйства и транспорта.

### Политическая карьера
Ченкьяб Дорджи поступил на гражданскую службу в Департамент лесного хозяйства в 1961 году, где позже работал директором до 1984 года. С 1983 по 1985 годы он занимал пост директора Международного центра по комплексному освоению горных районов, который находится в Катманду, Непал.
В 1984 году  был назначен заместителем секретаря Департамента торговли, промышленности и шахт Бутана. Год спустя его назначили секретарём Министерства торговли, промышленности и лесного хозяйства. В 1986 году был секретарём Национальной комиссии по планированию и секретарём Министерства сельского хозяйства.
В период с 1988 по 1991 год Ченкьяб Дорджи занимал должности заместителя председателя и заместителя министра Комиссии по вопросам планирования. Затем он был повышен до министра, и служил в этой должности с 1991 по 1998 год. Также в период с 1992 по 1998 год занимал пост председателя Национальной комиссии по окружающей среде. Руководя этими комиссиями, Ченкьяб Дорджи подготовил и два основных документа: «Бутан 2020 — видение мира, процветания и счастья» (1996) и «Средний курс — национальная экологическая стратегия Бутана».

## Признание
Ченкьяб Дорджи был членом нескольких ключевых институтов Королевского правительства Бутана. Он был удостоен ряда наград в знак признания его выдающегося вклада на протяжении его карьеры.
До прихода на работу в Ассоциацию регионального сотрудничества Южной Азии Ченкьяб Дорджи был первым послом Бутана в Таиланде. Одновременно он был аккредитован в качестве посла в Сингапуре, Австралии, а также был ответственным за связи Бутана с другими странами Юго-Восточной Азии.
Ченкьяб Дорджи опубликовал две работы: «Национальная лесная политика» (1976) и «Закон Бутана о лесе» (1969).